# 嵐の技ありッ!
『嵐の技ありッ!』（あらしのわざありっ）は、2004年4月3日から2005年3月26日までフジテレビで放送されていたバラエティ番組である。ジャニーズ事務所所属のアイドルグループ、嵐の冠番組。略称「アラワザ」。

## 出演者
- 嵐
（大野智、相葉雅紀、櫻井翔、二宮和也、松本潤）
- きたろう
- 福井謙二 （フジテレビアナウンサー）

## 主な企画
芸能人の思い出グルメ
毎週ゲストの芸能人と嵐のメンバー2人がその芸能人の思い出の店を訪問しそのおすすめ料理を食する。
クイズ常識の法廷
きたろうと福井アナウンサーが司会となり嵐のメンバー5人が一般常識問題に挑戦する。
新鮮組
毎週嵐の1人が山もしくは海へ行き旬の食材の収穫に挑戦する。
嵐の公約ショー
2004年年末までに嵐のメンバーがそれぞれ年末までしたい目標を立て、その目標を達成できなかったメンバーは罰ゲームを受けさせられた。

## スタッフ
- 構成：酒井健作、たちばなひとなり、北本かつら、オークラ、山内正之
- SW：遠山康之
- CAM：横山政照
- VE：原啓教
- 音声：片山勇
- 照明：小林敦洋
- 音響効果：田中寿一
- 編集：清野和敬
- MA：土屋信
- 美術プロデューサー：行武直高
- デザイン：桐山三千代
- 美術進行：内山高太郎
- 大道具：島田秀樹
- アートフレーム：石井智之
- 電飾：太田真由美
- アクリル装飾：原弥生子
- 植木装飾：広田明
- 衣裳：星野恵美
- メイク：久保田裕子
- 技術協力：ニユーテレス、FLT、IMAGICA、J-WORKS
- ナレーション：平井誠一
- 編成：松崎容子
- 広報：小出和人
- TK：江野澤郁子
- 協力：ジャニーズ事務所
- 制作協力：D:COMPLEX
- AP：鈴木浩史
- ディレクター：丸林徳昭、阿部和孝、村井伸一、
- 演出：北村要、谷口大二
- プロデューサー：深瀬雄介、本永巳樹
- 制作：フジテレビ制作2部
- 制作著作：フジテレビ

## ネット局
- フジテレビ（キーステーション）
- 長野放送（3日遅れの火曜深夜に放送）
- 高知さんさんテレビ

| フジテレビ 土曜午後 嵐 出演番組                                       | フジテレビ 土曜午後 嵐 出演番組                | フジテレビ 土曜午後 嵐 出演番組                                                    |
| 前番組                                                                | 番組名                                         | 次番組                                                                             |
| --------------------------------------------------------------------- | ---------------------------------------------- | ---------------------------------------------------------------------------------- |
| なまあらし LIVESTORM ※12:00 - 13:00 （2002年10月5日 - 2004年3月27日） | 嵐の技ありッ! （2004年4月3日 - 2005年3月26日） | まごまご嵐 （2005年4月9日 - 2007年10月6日） 【当番組以降バニラ気分!第2部での放送】 |
| フジテレビ 土曜12:00 - 12:55枠                                        |                                                |                                                                                    |
| なまあらし LIVESTORM ※12:00 - 13:00 （2002年10月5日 - 2004年3月27日） | 嵐の技ありッ! （2004年4月3日 - 2005年3月26日） | バニラ気分! ※12:00 - 13:56 （2005年4月 - 2009年9月）                               |